# Giuseppina Re
Giuseppina Re, detta Pina (Pieve Porto Morone, 14 marzo 1913 – Cinisello Balsamo, 14 agosto 2007), è stata una politica italiana.

## Biografia
Eletta alla Camera dei deputati nelle liste del PCI per la prima volta nel 1948, rimane alla Camera per un totale di quattro legislature, fino al 1972. È stata la prima firmataria della legge contro i licenziamenti per matrimonio, approvata dal Parlamento nel 1963.
Concluso il mandato parlamentare, è stata fondatrice e presidente del SUNIA, il sindacato degli inquilini collegato alla CGIL.
Muore nell'agosto 2007 all'età di 94 anni.